# Kupferglanz-Höschenkolibri
Der Kupferglanz-Höschenkolibri (Haplophaedia aureliae) oder das Bunthöschen ist eine Vogelart aus der Familie der Kolibris (Trochilidae). Die Art hat ein großes Verbreitungsgebiet, das sich über die Länder Panama, Kolumbien und Ecuador erstreckt. Der Bestand wird von der IUCN als „nicht gefährdet“ (least concern) eingeschätzt.

## Merkmale
Der Kupferglanz-Höschenkolibri erreicht eine Körperlänge von etwa 9,1 cm, wobei der gerade Schnabel ca. 2 cm lang ist. Beim Männchen sind die Ober- und die Unterseite überwiegend grün, der Kopf ist kupfergrün, der Bürzel hell kupferbronzefarben. Die Unterseite wirkt farblich etwas stumpfer, geht abgestuft in Grau über und wird an der hinteren Unterseite schmutzig grauweiß. Die Vögel besitzen lederfarbene bis weiße Federbüschel an den Beinen, die aber in freier Natur kaum zu erkennen sind. Der leicht gegabelte Schwanz ist blauschwarz. Die Weibchen sind sehr ähnlich, wirken insgesamt etwas stumpfer. Die Unterseite weist mehr Graustufen auf. Die Beinbüschel sind weißer, so dass sie etwas mehr auffallen als bei den Männchen. Beide Geschlechter haben einen weißen Punkt hinter dem Auge.

## Verhalten
Meist sieht man Kupferglanz-Höschenkolibris alleine an einer kleinen Gruppe von Blumen oder an Blättern von Pflanzen der unteren Straten Nahrung sammeln. Selten sind sie auch in den höheren Straten im Wald unterwegs. Anders als Wollhöschen der Gattung Eriocnemis klammern sie sich kaum an Blüten und halten ihre Flügel bei der Landung nicht wie ein V in die Luft. Sie sind auch nicht so aktiv und aggressiv wie die Eriocnemis-Arten. Oft holen sie den Nektar von blühenden Sträuchern und kleineren Bäumen sowie den Blütenständen von Bromelien.

## Fortpflanzung
In den Westanden bei Cali wurden Kupferglanz-Höschenkolibris von Dezember bis März in Brutstimmung beobachtet. Nester fand man dort im März und September. Das Nest ist ein 2 bis 2,6 cm dicker Ball aus Moos, der unter Farnen an Waldrändern befestigt wird. Im Departamento del Huila wurden Kupferglanz-Höschenkolibris im November beim Nestbau beobachtet. In den Zentral- und Westanden Kolumbiens sind sie zwischen Mai und Juli in Brutstimmung.

## Verbreitungsgebiet

Verbreitungsgebiet (grün) des Kupferglanz-Höschenkolibri

Kupferglanz-Höschenkolibris sind relativ häufig in feuchten bis nassen Wäldern und an deren Rändern zu finden, seltener in Lichtungen mit Gebüschen. In Kolumbien kommen sie in Höhenlagen zwischen 1500 und 3100 Meter vor, saisonal in den westlichen Tälern auch hinab bis auf 900 Meter. Hier sind sie auch an allen drei andinen Bergketten zu finden. In Panama findet man sie ausschließlich in den feuchten Wäldern und Hügeln im Osten der Provinz Darién am Cerro Pirre, Cerro Quía und Cerro Tacarcuna in Höhenlagen zwischen 510 und 1500 Metern, meist aber über 900 Meter. In Ecuador kommen sie am häufigsten in den Bergwäldern der subtropischen Zone an den Osthängen der Anden südlich bis in die Provinz Zamora Chinchipe vor. Insbesondere in der Cordillera del Cóndor im Gebiet von  Chinapinza und an der Straße Ecuador 45 von Loja nach Zamora kann man sie beobachten. In Ecuador sind sie in Höhenlagen zwischen 1300 und 2100 Metern präsent.

## Unterarten
Es sind sechs Unterarten bekannt:

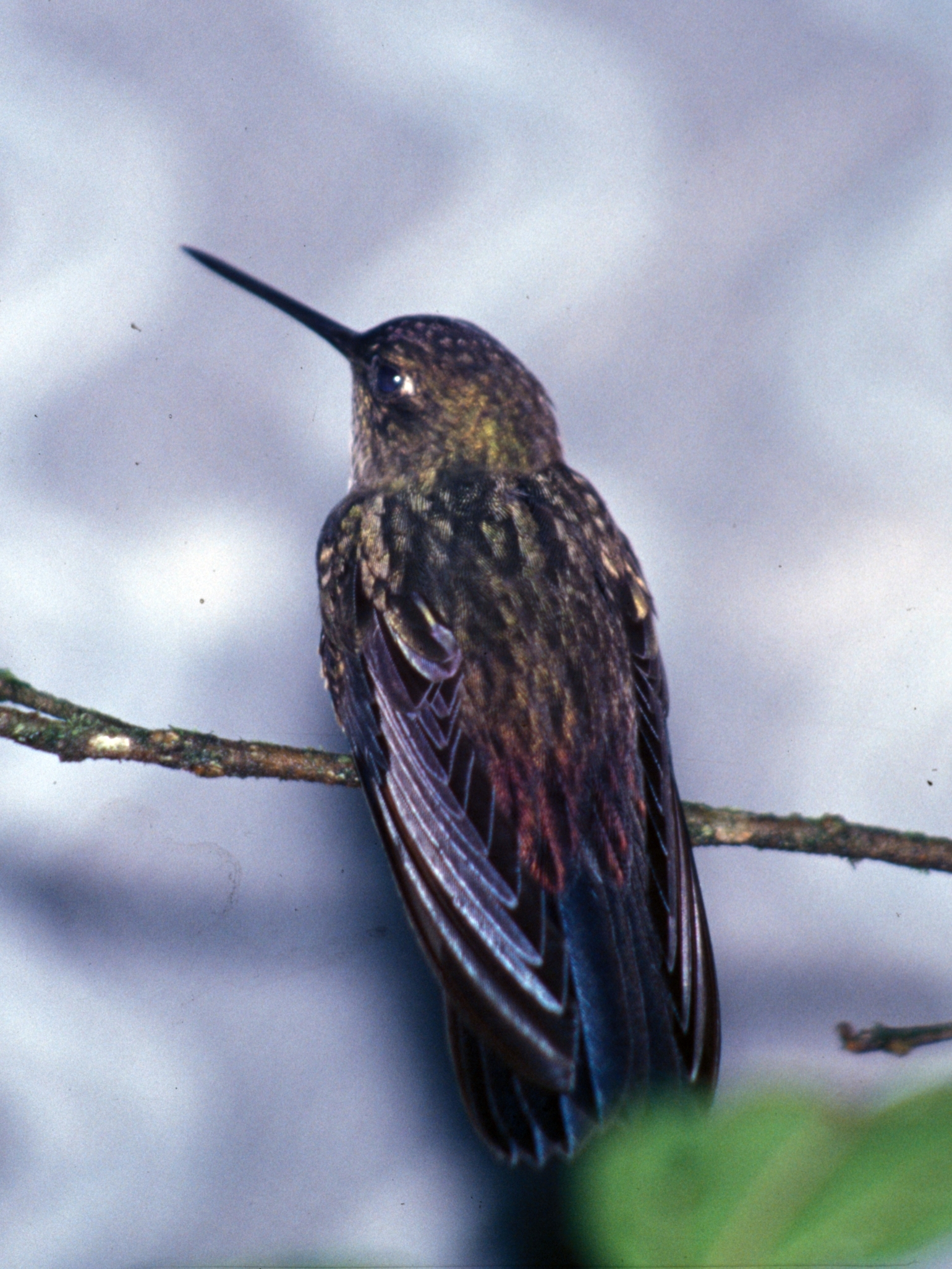
Kupferglanz-Höschenkolibri (H. a. russata)

- Haplophaedia aureliae floccus (Nelson, 1912)[6] – Diese Subspezies kommt im Osten Panamas sowie dem Nordwesten Kolumbiens vor. Die Unterseite ist im Vergleich zur Nominatform grüner mit grauen Säumen an den Federn und weißer Kloake. Die Beinbüschel sind blassrosa bis gelbbraun.[6]
- Haplophaedia aureliae galindoi Wetmore, 1967[7] – Diese Unterart kommt im Osten Panamas am Cerro Pirre vor. Ober- und Unterseite sind in einem dunkleren Grün gefärbt als dies bei H. a. floccus der Fall ist. Die  Oberschwanzdecken sind dunkler und dumpf rötlich. Die Säume an den Federn der Weibchen sind enger und weniger auffällig.[7]
- Haplophaedia aureliae caucensis (Simon, 1911)[8] – Diese Unterart ist im Westen Kolumbiens verbreitet. Die dunkelgrüne Unterseite ist leicht bläulich bis kupferrot oder golden außer an den Seiten des Halses. Alle Federn, auch die Kehle, sind von weißen Fransen durchzogen.[8]
- Haplophaedia aureliae aureliae (Bourcier & Mulsant, 1846)[9] – Die Nominatform kommt in Zentral- und Ostkolumbien vor.
- Haplophaedia aureliae russata (Gould, 1871)[10] – Diese Subspezies ist im nördlichen und zentralen Ecuador verbreitet. Generell wirkt das gesamte Gefieder rostbraun. Die Flügel sind violett braun. Der Schwanz ist schwarz. Die Beinbüschel sind vorne weiß und hinten hell zimtfarben bis gelbbraun.[10]
- Haplophaedia aureliae cutucuensis Schuchmann, Weller & Heynen, 2000[11] – Diese Unterart kommt im Südosten Ecuadors vor. Der Rücken ist deutlich dunkler als in H. a. russata, H. a. caucensis oder H. a. floccus. Die Unterseite ist bei beiden Geschlechtern weitgehend grau geschuppt. Das Weiß an Bauch und Kloake fehlt beim Männchen fast vollständig.[11]

## Etymologie und Forschungsgeschichte
Jules Bourcier und  Étienne Mulsant beschrieben den Kupferglanz-Höschenkolibri als Trochilus Aureliae. Das Typusexemplar stammte aus Bogota. 1918 führte Simon die neue Gattung Haplophaedia für die Art ein. Dieser Name leitet sich von den griechischen Wörtern ἁπλόος haplóos für „pur, einfach“ und φαιδρός phaidrós für „glänzend, strahlend“ ab. Das Artepitheton aureliae ist Péronne Aurélie Hénon, geb. Favre (1814–1889), der Frau von Jacques-Louis Hénon (1802–1872) gewidmet. Floccus ist lateinisch und bedeutet „Wollknäuel“. Galindoi wurde zu Ehren des panamaischen Entomologen Pedro Galindo Vallarino (1916–2007) vergeben. Caucensis bezieht sich auf den Río Cauca, in den der Río Aguacatal mündet. Russata ist lateinisch für „gerötet, in Rot gekleidet“. Cutucuensis bezieht sich auf die Cordillera de Kutukú.